# گونتر دالکن

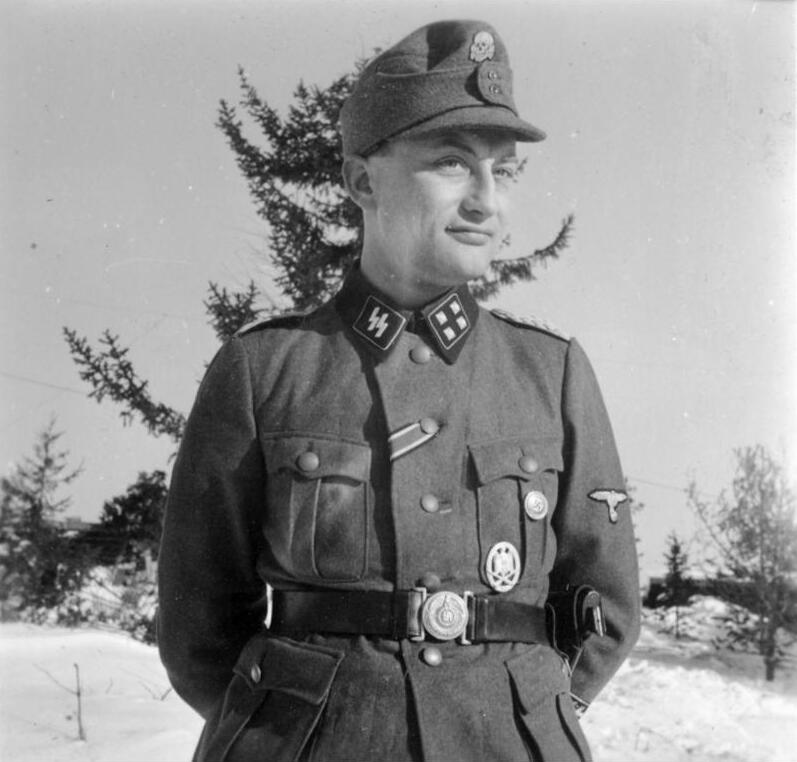
گونتر دالکوئن در سال ۱۹۴۱ (میلادی)

گونتر دالکِن (به آلمانی: Gunter d'alquen) متولد سال ۱۹۱۰ در شهر اسن آلمان است. وی سر دبیر روزنامه ی اس اس بود و بعد از جنگ جهانی دوم محاکمه شد. وی در سال ۱۹۹۸ درگذشت.